# جزئیات بازی (فیلم ۱۹۷۰)
«جزئیات بازی» (ایتالیایی: Giochi particolari) یک فیلم به کارگردانی فرانکو ایندووینا است که در سال ۱۹۷۰ منتشر شد. از بازیگران آن می‌توان به تیموتی دالتون، مارچلو ماسترویانی، و ویرنا لیزی اشاره کرد.